# Thermovormen
Thermovormen of ook wel vacuümvorming genoemd, is een niet verspanende vormgevingstechniek, net als smeden.
Het materiaal wordt eerst verwarmd waarna het plastisch vervormd wordt. Thermovormen is een proces om van vlakke platen gevormde producten te maken. Alle materialen die bij verwarming plastisch worden (thermoplasten) kunnen in het thermovormproces toegepast worden. Worden de materialen koud vervormd, als voorbeeld met een pers, dan spreekt men van (koud)vormen.

## Proces

Het thermovorm proces: 1 Verwarmen. 2 vormgeven 3 stansen.

Bij het thermovormproces wordt onderscheid gemaakt tussen het vormen met een dunne (0,2 – 1,5 mm) en met een dikke folie. Bij het gebruik van dunne folies worden deze meestal op een grote rol als halffabricaat aangeleverd. De dikke folies worden als losse platen toegepast. Bij de dunnere folies worden de verschillende fasen van het proces meestal in één machine geïntegreerd. Bij dikke folies worden de verschillend processtappen meestal achter elkaar uitgevoerd. In de afbeelding zijn de drie processtappen achterelkaar afgebeeld.
In de eerste processtap (1 zie figuur) wordt het materiaal meestal met een infraroodstraler verwarmd. Dit kan enkel of dubbelzijdig geschieden. Bij de tweede (2) processtap wordt de verwarmde folie ingeklemd waarna de lucht door kanalen in de mal worden weggezogen. Hierdoor zal het nog plastische materiaal de vorm van de mal aannemen. Door het geforceerd te koelen wordt het in de vorm gefixeerd. In enkele gevallen wordt ook perslucht aan de andere zijde van de verwarmde folie toegevoegd. Meestal gebeurt dit om het proces sneller en daardoor economischer, te laten verlopen. De naam 'vacuümvorming' is dan ook ontleend aan dit gedeelte van het proces. Ten slotte wordt in de derde (3) processtap de gevormde delen uit de folie gestanst. Het afval dat zo ontstaat wordt meestal hergebruikt.

## Toegepaste materialen
Veel toegepast materialen in het thermovormproces zijn: polyvinylchloride (PVC), acrylonitril butadieen styreen (ABS), polyetheen (PE), polyethyleentereftalaat (PET), polystyreen (PS), Polycarbonaat (PC) en polypropeen (PP). Ook kunnen folies met meerdere lagen van verschillende materialen worden toegepast. (PSEVOHPE/PPEVOHPE …) In de levensmiddelenindustrie worden vaak, om de houdbaarheid van de levensmiddelen te verlengen, dampwerende folies toegepast. Biobased materialen zijn polymelkzuur (polylactic acid, PLA) en Miscanthus Giganteus. Dit laatste materiaal is tevens composteerbaar.